# Ekong
Ekong est un village de la région du Centre du Cameroun. Il est localisé dans l'arrondissement (commune) d'Okola. On y accède par la piste rurale qui lie Oliga à Ngoya I et à Obak.

## Population et société
En 1965, la population de Ekong était de 457 habitants. Ekong comptait 553 habitants lors du dernier recensement de 2005. La population est constituée pour l’essentiel du peuple Eton.